# Parafia Wniebowzięcia Najświętszej Maryi Panny w Pińsku
Parafia Wniebowzięcia Najświętszej Maryi Panny w Pińsku – rzymskokatolicka parafia znajdująca się w Pińsku, w diecezji pińskiej, w dekanacie pińskim, na Białorusi. Parafia katedralna tej diecezji.
Parafia posiada kaplicę filialną pw. św. Anny w Krzywczycach.

## Historia
Pierwszy kościół katolicki w Pińsku zbudował w 1396 książę możajski i Rusi Czarnej Zygmunt Kiejstutowicz. Należał on do franciszkanów do ich kasaty przez władze carskie w 1852. W późniejszych wiekach powstawały w Pińsku kolejne klasztory:
- w 1631 jezuitów fundacji Stanisława Albrychta Radziwiłła - przy klasztorze działało kolegium, skasowany w 1773 (kościół św. Stanisława)
- w 1666 dominikanów fundacji wojewodziny trockiej Maryi Lukrecyi Kopciowej - zamknięty w 1840 przez władze carskie, które kościół dominikański przekazały Cerkwi (kościół św. Dominika i klasztor Dominikanów)
- w 1695 księży komunistów fundacji marszałka wielkiego litewskiego i starosty pińskiego Jana Karola Dolskiego - w 1836 zgromadzenie w Pińsku wygasło (ob. kościół św. Karola Boromeusza)
- w 1717 bernardynów fundacji kasztelana wileńskiego i starosty pińskiego Michała Serwacego Wiśniowieckiego - w 1832 nastąpiła jego kasata przez władze carskie (ob. Sobór św. Barbary)
- w 1734 karmelitów fundacji landwójta pińskiego Szymona Ossowskiego - uległ kasacie w 1832
- w 1756 mariawitek - zamknięty w 1841

oraz męski i żeński klasztory unickie. Łącznie przed 1832 w Pińsku było 9 kościołów katolickich.
W 1852 po zamknięciu klasztoru franciszkanów, znajdujący się przy nim kościół został kościołem parafialnym obsługiwanym przez duchowieństwo diecezjalne. Po represjach rosyjskich, w 1887 Pińsku pozostały 2 kościoły katolickie: pofranciszkański p.w. Wniebowzięcia Najświętszej Panny Marii (parafialny) i pokomunistowski (filialny) oraz kaplica na cmentarzu.
28 października 1925 erygowano diecezję pińską, a parafia Wniebowzięcia Najświętszej Maryi Panny została parafią katedralną.
Od powrotu z łagrów w 1954 do mianowania na arcybiskupa mińsko-mohylewskiego 13 kwietnia 1991 proboszczem parafii był ks. Kazimierz Świątek.

## Proboszczowie parafii
| imię i nazwisko            | daty urzędowania |
| -------------------------- | ---------------- |
| Ks. Henryk Humnicki (p.o.) | 1934             |
| Ks. Kazimierz Świątek      | 1954 – 1991      |
| Ks. Stanisław Pawlina      | 1994 –           |
| Ks. Paweł Wróbel           |                  |